# Mètre carré
 (septembre 2018).
Si vous disposez d'ouvrages ou d'articles de référence ou si vous connaissez des sites web de qualité traitant du thème abordé ici, merci de compléter l'article en donnant les références utiles à sa vérifiabilité et en les liant à la section « Notes et références ».
Le mètre carré, de symbole m2, est l'unité d'aire du Système international. C'est notamment l'aire d'un carré d'un mètre de côté.

## Multiples et sous-multiples
| Un millimètre carré (mm2)                 | = 10–6 m2 = 0,000 001 m2 |
| Un centimètre carré (cm2)                 | = 10−4 m2 = 0,0001 m2    |
| Un décimètre carré (dm2)                  | = 10−2 m2 = 0,01 m2      |
| Un mètre carré (m2) ou centiare (ca)      | = 1 m2                   |
| Un décamètre carré (dam2) ou are (a)      | = 102 m2 = 100 m2        |
| Un hectomètre carré (hm2) ou hectare (ha) | = 104 m2 = 10 000 m2     |
| Un kilomètre carré (km2)                  | = 106 m2 = 1 000 000 m2  |

La Conférence générale des poids et mesures recommande l'usage des multiples et sous-multiples des unités de base dont le facteur est une puissance entière de 1 000, donc en l'occurrence l'usage des km2, Gm2, etc. et des mm2, µm2, etc.

## Conversion

Guide visuel de conversion de multiples de l'unité du mètre carré

| Aire  | Exprimée en | Exprimée en | Exprimée en | Exprimée en | Exprimée en |
| Aire  | m2          | a           | ha          | km2         |             |
| ----- | ----------- | ----------- | ----------- | ----------- | ----------- |
| 1 m2  | 1           | 0,01        | 0,000 1     | 0,000 001   |             |
| 1 a   | 100         | 1           | 0,01        | 0,000 1     |             |
| 1 ha  | 10 000      | 100         | 1           | 0,01        |             |
| 1 km2 | 1 000 000   | 10 000      | 100         | 1           |             |

| Aire       | Exprimée en   | Exprimée en | Exprimée en | Exprimée en | Exprimée en   | Exprimée en     | Exprimée en         |
| Aire       | sq in         | sq ft       | sq yd       | m2          | sq chain      | ac              | sq mi               |
| ---------- | ------------- | ----------- | ----------- | ----------- | ------------- | --------------- | ------------------- |
| 1 sq in    | 1             | 0,006 944   | 0,000 771 6 | 0,000 645 2 | 0,000 001 594 | 0,000 000 159 4 | 0,000 000 000 249 1 |
| 1 sq ft    | 144           | 1           | 0,111 1     | 0,092 90    | 0,000 229 6   | 0,000 022 96    | 0,000 000 035 87    |
| 1 sq yd    | 1 296         | 9           | 1           | 0,836 1     | 0,002 066     | 0,000 206 6     | 0,000 000 322 8     |
| 1 m2       | 1 550         | 10,76       | 1,196       | 1           | 0,002 471     | 0,000 247 1     | 0,000 000 386 1     |
| 1 sq chain | 627 264       | 4 356       | 484         | 404,7       | 1             | 0,1             | 0,000 115 625       |
| 1 ac       | 6 272 640     | 43 560      | 4 840       | 4 047       | 10            | 1               | 0,001 156 25        |
| 1 sq mi    | 4 014 489 600 | 27 878 400  | 3 097 600   | 2 589 988   | 6 400         | 640             | 1                   |

## Usage en normalisation
Le format de papier A0, dont le rapport longueur/largeur est de {\displaystyle {\sqrt {2}}\approx \,}1,414, est défini par une surface de 1 m2 (841 × 1 189 mm). Le format A1 est la moitié du A0 et ainsi de suite. Le format standard A4, très utilisé depuis la fin du xxe siècle, a donc une surface de 1/16 de mètre carré.